# Андреа Петкович
Андреа Петкович (на немски: Andrea Petkovic) е професионална тенисистка от Германия.
Родена е в Тузла, Босна и Херцеговина, Югославия. Към тениса е насочена от своя баща Зоран Петкович, който се е състезавал в мачовете от турнира за купа „Дейвис“ като играч от Югославия. Неин настоящ треньор е Ерик ван Харпен.

## Кариера
През 2007 г. Андреа Петкович дебютира с германския представителен отбор за „Фед Къп“. През същата година участва за първи път на турнир от Големия шлем – „Откритото първенство на Франция“, в който достига до втори кръг на надпреварата. През 2008 г., немската тенисистка печели четири шампионски титли от състезания, провеждащи се под егидата на Международната тенис асоциация (ITF). Това са титли от Анталия, Подгорица, Давос и Алпен ан де Рийн.
Своята първа титла Андреа Петкович печели през 2009 г. на силния международен турнир „Гащайн Лейдис“, на който побеждава във финалния мач румънската тенисистка Йоана Ралука Олару с резултат 6:2, 6:3. В кариерата си, Андреа Петкович има регистрирани и четири загубени финала от тенисистки, съставляващи новата генерация в женския тенис – Полона Херцог, Йоана Ралука Олару, Марина Еракович.
В кариерата си, немската тенисистка печели и три титли в турнирите по двойки. Тези титли тя извоюва с помощта на: София Авакова, Кармен Клашка и Зузана Хейдова. В статистиката за Андреа Петкович присъства и един загубен финал на двойки през 2009 г. на турнира в Бад Гащайн, където заедно с Татяна Малек отстъпва на чешкия дует Луцие Храдецка и Андреа Хлавачкова с резултат 6:2, 6:4.
През 2006 г., немската тенисистка от босненски произход печели и провеждащия се в София тенис-турнир „Алианц Къп“, в чиито финален мач надиграва румънката Симона-Юлия Матей с резултат 7:5, 7:5.
През 2011 г. Петкович влиза в топ 10 на света и дори заема No.9 в женската ранглиста, което е най-високото ѝ класиране в кариерата. Стига до 3 четвъртфинала в турнирите от Големия шлем – на Australian Open 2011, Ролан Гарос 2011 и US Open 2011. Извоюва една титла през сезона и е финалистка два пъти.
2012 е година, в която Петкович страда от множество контузии – в резултат на това тя изпада от първите 100 на света. През 2013 г. обаче тя си връща формата и дори играе в два финала на турнири под егидата на WTA.
2014 г. германката стига до първите си полуфинали в турнири от Големия шлем – Ролан Гарос 2014 на сингъл и Уимбълдън 2014 на двойки; печели и три WTA титли, една от които Турнира на шампионките, който се провежда в София.

## Финали на турнири отWTA Тур

### Сингъл: 10 (5 – 5)
| Легенда                              |
| ------------------------------------ |
| Турнири от Големия шлем (0 – 0)      |
| Шампионат на WTA Тур (0 – 0)         |
| Турнир на шампионките (1 – 0)        |
| Задължителни Висши & Висши 5 (0 – 1) |
| Висши (1 – 0)                        |
| Международни (3 – 4)                 |

| Финали по настилка |
| ------------------ |
| Твърда (1 – 3)     |
| Трева (0 – 1)      |
| Клей (4 – 1)       |
| Мокет (0 – 0)      |

| Изход      | No. | Дата       | Турнир                                         | Настилка   | Опонент              | Резултат            |
| ---------- | --- | ---------- | ---------------------------------------------- | ---------- | -------------------- | ------------------- |
| Шампионка  | 1.  | 26/07/2009 | Гащайн Лейдис, Бад Гащайн, Австрия             | Клей       | Йоана Ралука Олару   | 6 – 2, 6 – 3        |
| Финалистка | 1.  | 19/06/2010 | УНИЦЕФ Оупън, Хертогенбош, Нидерландия         | Трева      | Жустин Енен          | 6 – 3, 3 – 6, 4 – 6 |
| Финалистка | 2.  | 08/01/2011 | Бризбейн Интернешънъл, Бризбейн, Австралия     | Твърда     | Петра Квитова        | 1 – 6, 3 – 6        |
| Шампионка  | 2.  | 21/05/2011 | Интернасионо дьо Страсбург, Страсбург, Франция | Клей       | Марион Бартоли       | 6 – 4, 1 – 0, отк.  |
| Финалистка | 3.  | 09/10/2011 | Чайна Оупън, Пекин, Китай                      | Твърда     | Агнешка Радванска    | 5 – 7, 6 – 0, 4 – 6 |
| Финалистка | 4.  | 15/06/2013 | Нюрнбергер Ферзихерунгскъп, Нюрнберг, Германия | Клей       | Симона Халеп         | 3 – 6, 3 – 6        |
| Финалистка | 5.  | 04/08/2013 | Сити Оупън, Вашингтон, САЩ                     | Твърда     | Магдалена Рибарикова | 4 – 6, 6 – 7(7 – 2) |
| Шампионка  | 3.  | 06/04/2014 | Фемили Съркъл Къп, Чарлстън, САЩ               | Клей       | Яна Чепелова         | 7 – 5, 6 – 2        |
| Шампионка  | 4.  | 13/07/2014 | Гащайн Лейдис, Бад Гащайн, Австрия (2)         | Клей       | Шелби Роджърс        | 6 – 3, 6 – 3        |
| Шампионка  | 5.  | 02/11/2014 | Турнир на шампионките, София, България         | Твърда (з) | Флавия Пенета        | 1 – 6, 6 – 4, 6 – 3 |

### Двойки: 1 (0 – 1)
| Легенда                              |
| ------------------------------------ |
| Турнири от Големия шлем (0 – 0)      |
| Шампионат на WTA Тур (0 – 0)         |
| Задължителни Висши & Висши 5 (0 – 0) |
| Висши (0 – 0)                        |
| Международни (0 – 1)                 |

| Финали по настилка |
| ------------------ |
| Твърда (0 – 0)     |
| Трева (0 – 0)      |
| Клей (0 – 1)       |
| Мокет (0 – 0)      |

| Изход      | No. | Дата       | Турнир                             | Настилка | Партньорка   | Опонентки                        | Резултат     |
| ---------- | --- | ---------- | ---------------------------------- | -------- | ------------ | -------------------------------- | ------------ |
| Финалистки | 1.  | 26/07/2009 | Гащайн Лейдис, Бад Гащайн, Австрия | Клей     | Татяна Малек | Андреа Хлавачкова Луцие Храдецка | 2 – 6, 4 – 6 |